# Buskerud fylke

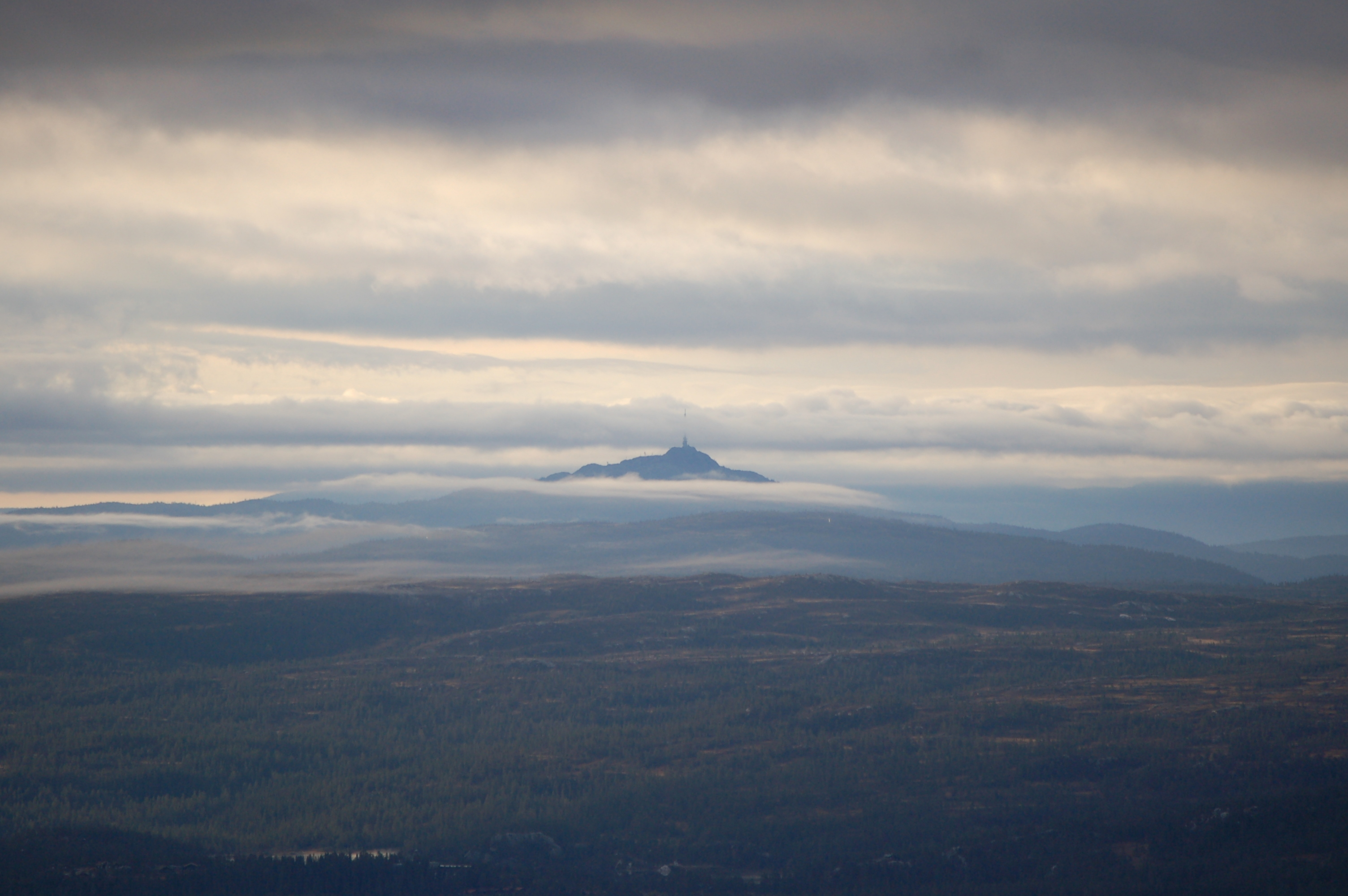
Jonsknuten.

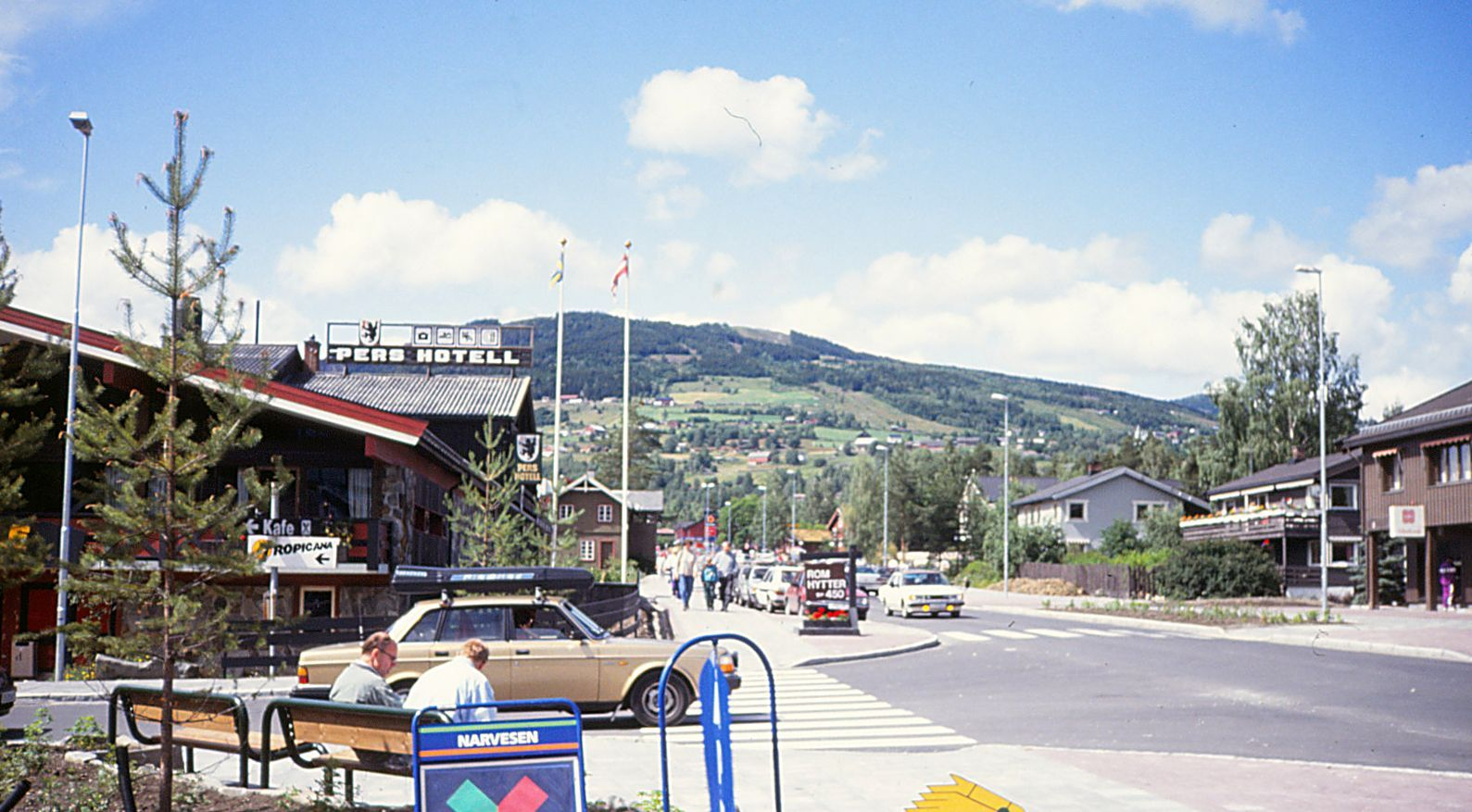
Gol.

Buskerud fylke är ett norskt fylke, som gränsar mot Akershus, Oslo, Innlandet, Vestland, Telemark och Vestfold. 

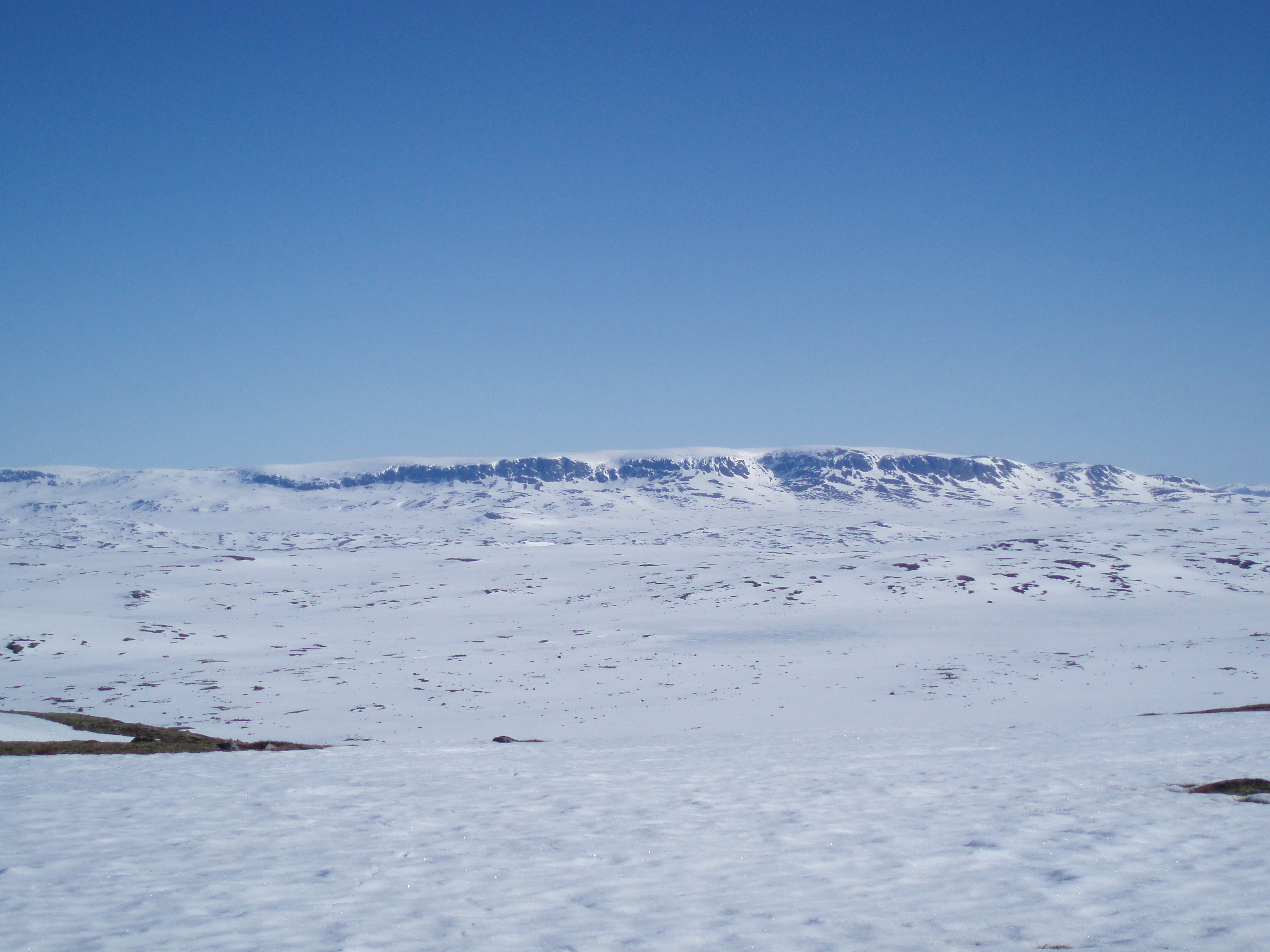
Hallingskarvet.

Högsta punkten är Folarskardnuten (1933 meter) i Hols kommun. En majoritet av fylkets invånare bor i Drammenregionen och 101 995 invånare (2012) bor i den kommungränsöverskridande tätorten Drammen.

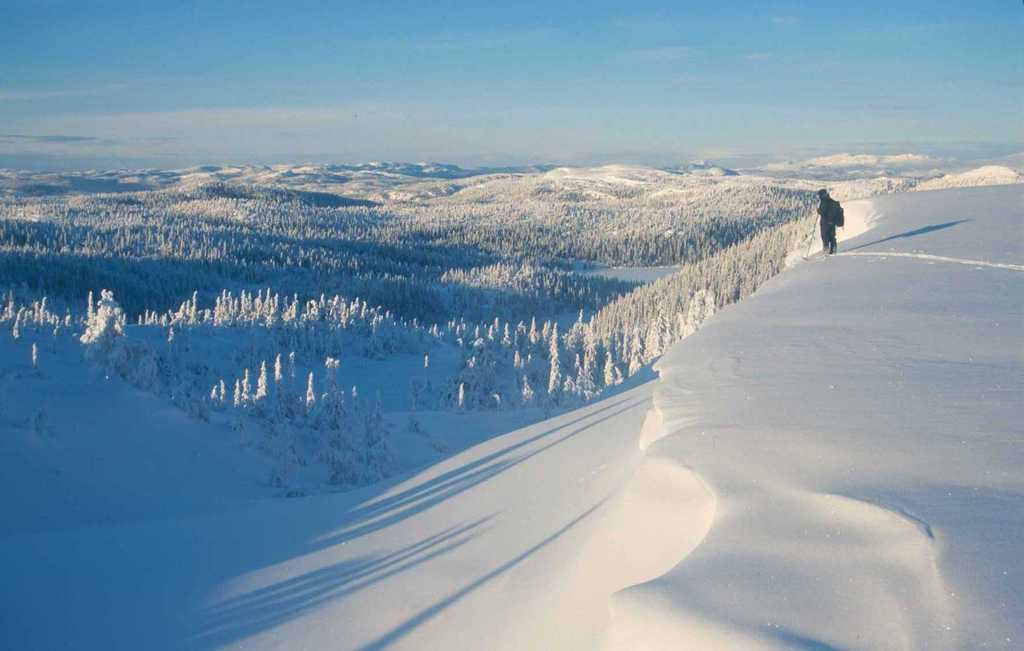
Utsikt över Trillemarka - Rollagsfjells naturreservat från Langseterfjället.

Trillemarka - Rollagsfjells naturreservat finns i kommunerna Sigdal, Nore och Uvdal och Rollag i Buskerud fylke. Reservatet är det största sammanhängande naturskogsområdet i Sydnorge.

Fylket upphörde den 1 januari 2020 då Viken fylke bildades genom sammanslagning av Østfold fylke, Akershus fylke och Buskerud fylke. Viken fylke upplöstes den 1 januari 2024 och Buskerud fylke återupprättades.

## Kommuner
- Drammens kommun
- Flesbergs kommun
- Flå kommun
- Gols kommun
- Hemsedals kommun
- Hols kommun
- Hole kommun
- Kongsbergs kommun
- Krødsherads kommun
- Liers kommun
- Modums kommun
- Nesbyens kommun
- Nore og Uvdals kommun
- Ringerike kommun
- Rollags kommun
- Sigdals kommun
- Åls kommun
- Øvre Eikers kommun

## Fylkets tätorter kommunvis
| Drammens kommun - Berger – Mindre del i Holmestrands kommun, Vestfold fylke - Drammen (huvuddelen) - Nesbygda - Svelvik – Mindre del i Askers kommun, Akerhus fylke Flesbergs kommun - Lampeland - Svene Flå kommun - Saknar tätorter Gols kommun - Gol Hemsedals kommun - Hemsedal - Svøo Hols kommun - Geilo - Hol Hole kommun - Gomnes - Helgelandsmoen – Mindre del i Ringerike kommun - Kroksund - Norderhov – Huvuddelen i Ringerike kommun - Steinsåsen - Sundvollen Kongsbergs kommun - Hvittingfoss - Kongsberg Krødsherads kommun - Krøderen - Noresund Liers kommun - Askgrenda - Drammen (del av) - Fagerliåsen/Poverudbyen - Nordal - Oddevall/Sjåstad - Oslo (del av) - Sylling - Tranby | Modums kommun - Skotselv – Huvuddelen i Øvre Eikers kommun - Sysle - Vikersund - Åmot/Geithus – Mindre del i Øvre Eikers kommun Nesbyens kommun - Nesbyen Nore og Uvdals kommun - Rødberg Ringerike kommun - Hallingby - Helgelandsmoen – Huvuddelen i Hole kommun - Hønefoss - Nakkerud - Norderhov – Mindre del i Hole kommun - Nymoen - Sokna - Tyristrand - Vang (Haugsbygd) Rollags kommun - Veggli Sigdals kommun - Prestfoss Åls kommun - Torpo - Ål Øvre Eikers kommun - Darbu - Drammen (del av) - Ormåsen - Skotselv – Mindre del i Modums kommun - Vestfossen - Åmot/Geithus – Huvuddelen i Øvre Eikers kommun |

## Städer
I Buskerud fylke finns fem städer:
- Drammen (residensstad)
- Hokksund
- Hønefoss
- Kongsberg
- Svelvik